# Шакіра Кейн
Шакіра Кейн (англ. Shakira Caine, дівоче Бакш (англ. Baksh); нар. 23 лютого 1947, Місія Святого Катберта, Британська Гвіана) — колишня гаянсько-британська актриса, фотомодель і володарка титулу на конкурсі краси, яка брала участь у Міс Світу 1967 року, де стала другою віце-міс. Вона індо-гаянського походження та одружена з англійським актором Майклом Кейном.

## Біографія
Шакіра народилася 23 лютого 1947 року в Британській Гвіані (нинішня Гаяна) у родині індійців-мусульман. Її мати була кравчинею, і вона прагнула піти по її стопах і стала модельєром.

### Модельна та акторська кар'єра
У віці 19 років, коли вона працювала секретарем, роботодавець переконав її взяти участь у конкурсі «Міс Гаяна» 1967 року, який вона виграла. Пізніше вона посіла третє місце на конкурсі «Міс Світу» 1967 року в Лондоні, де вирішила залишитися, щоб розпочати кар'єру моделі.
Бакш знялася в кількох фільмах, у тому числі «Деякі дівчата роблять» (1969), «Продовжуйте знову, лікарю» (1969), «Toomorrow» (1970), «Син Дракули» (1974) і, разом зі своїм чоловіком, у «Людина, що хотіла стати королем» (1975). Вона також з'явилася в двох епізодах науково-фантастичного телесеріалу «НЛО» (1975). У червні 1970 року вона пробувалась на роль компаньйонки Доктора Хто Джо Грант разом із третім Доктором Джоном Пертві.

### Особисте життя

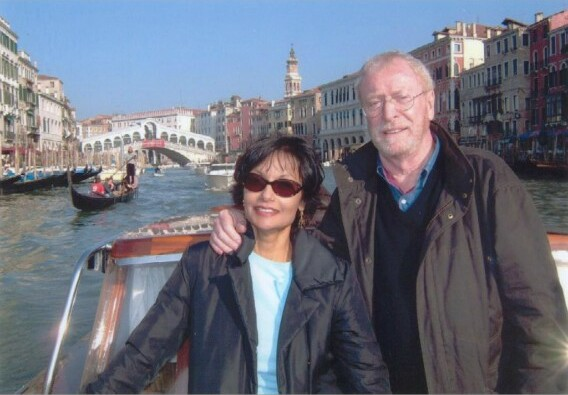
Шакіра з її чоловіком Майклом Кейном у Венеції, 2014 рік.

Побачивши Бакш в британській телевізійній рекламі кави Maxwell House у 1971 році, Майкл Кейн став одержимий пошуком жінки, яку він вважав «найкрасивішою жінкою, яку він коли-небудь бачив». Від друга в рекламному бізнесі він дізнався, що вона живе лише за кілька миль від нього в Лондоні. Пара одружилася в готелі «Алжир» 8 січня 1973 року і має одну доньку, Наташу.
Бакш — мусульманка, а її чоловік — християнин. У 2009 році він розповідав The Guardian: «Моя дружина — мусульманка, і вона займається мусульманськими речами; я християнин, і я роблю християнські речі, і ніколи не виникає жодних запитань. Погляд ЗМІ на мусульман відрізняється від мого, який є дуже доброзичливий і миролюбний».

## Фільмографія

### Кіно
| Рік  |   | Українська назва                  | Оригінальна назва                     | Роль |
| ---- | - | --------------------------------- | ------------------------------------- | ---- |
| 1969 | ф | Деякі дівчата роблять             | англ. Some Girls Do                   |      |
| 1969 | ф | Продовжуйте знову, лікарю         | англ. Carry On Again Doctor           |      |
| 1969 | ф | На секретній службі Її Величності | англ. On Her Majesty's Secret Service |      |
| 1970 | ф | Toomorrow                         | англ. Toomorrow                       |      |
| 1973 | ф | Син Дракули                       | англ. Son of Dracula                  |      |
| 1975 | ф | Людина, що хотіла стати королем   | англ. The Man Who Would Be King       |      |

### Телебачення
| Рік       |   | Українська назва | Оригінальна назва | Роль |
| --------- | - | ---------------- | ----------------- | ---- |
| 1970—1971 | с | НЛО              | англ. UFO         |      |